# Awurama Badu
Awurama Badu (Ewurama Badu) là nhạc sĩ thể loại Highlife người Ghana. Bà sinh năm 1945 tại Banko, quận Sekyere East, vùng Ashanti. Theo lời nhận xét của nhạc sĩ Bessa Simons: "Bà rất nổi tiếng với nhiều màn trình diễn trên sân khấu và những bài hit. Đây là nhạc sĩ tài năng thiên bẩm, là bước đột phá, đại diện cho nữ giới trong ngành công nghiệp âm nhạc Ghana lúc bấy giờ chỉ toàn là nam giới". Awurama có bốn người con, hai con trai và hai con gái.

## Sự nghiệp âm nhạc
Badu tham gia Ban nhạc Cảnh sát Ghana (được biết đến nhiều qua các buổi liveshow). Sau đó bà dấn thân vào ngành công nghiệp sản xuất âm nhạc. Sự nghiệp âm nhạc của bà bắt đầu vào thời điểm lúc phụ nữ Ganna chiếm số lượng hạn chế trong thể loại Hightlife. Sự chăm chỉ của bà đã được đền đáp bằng việc cho ra đời nhiều bài hit như "Medofo Adaada Me", "Komkom", "Emelia", "Odo Tie Me Nni Obiara" và "Obaatan Refre Ne Mma".
Ngày 5 tháng 12 năm 2015, Trường Trung cấp Kỹ thuật Ghnna vinh danh Badu vì bà đã lan tỏa những phẩm chất sắc sảo của mình trong tư cách một người mẫu, nhạc sĩ. Đặc biệt, các bài hát của bà cũng góp phần định hình xã hội, khích lệ những người có văn hóa giúp đỡ những người mắc tệ nạn xã hội.
Sự chăm chỉ và cống hiến hết mình cho ngành công nghiệp âm nhạc của bà đã được cựu Thứ trưởng Bộ Du lịch, Nghệ thuật và Văn hóa, Dzifa Gomashie công nhận. Năm 2006, ông thành lập một tổ chức phi chính phủ mang tên Values for Life để tôn vinh những đóng góp của bà cho nghệ thuật và âm nhạc ở Ghana.

## Vấn đề sức khỏe và qua đời
Buổi biểu diễn trước công chúng cuối cùng của bà Nhà hát Quốc gia Ghana.
Tháng 7 năm 2017, Badu xuất hiện trước công chúng lần cuối khi bà tham dự Đại hội đồng thường niên lần thứ hai của GHAMRO  tại trường Đại học Khoa học Kwame Nkrumah.
Badu qua đời tại Bệnh viện Chính phủ Effiduase, Vùng Ashanti vào ngày 26 tháng 10 năm 2017, thọ 72 tuổi. Nguyên nhân cái chết của bà vẫn chưa được biết nhưng theo các nguồn tin cho biết nữ ca sĩ đã bị ốm một thời gian.